# ゴルフサバイバル
『ゴルフサバイバル』は、BS日テレで2018年4月6日から毎週金曜日 21:00 - 22:00に放送されているゴルフ番組。

## 概要
今後活躍が期待される10人（特番などでは参加人数に変動あり）の女子ゴルファー（プロテスト未合格者含む）が参戦。10人が同時にスタートし、各ホールで最もスコアの悪い1人が脱落するシュートアウト方式で戦い、最終9ホールまで勝ち抜いた1人が賞金100万円と番組スポンサーからの副賞を手にする（アマチュアの場合は賞金10万円を手にする、副賞も無しになる）。またドラコン賞、ニアピン賞、ホールインワン賞がかかるホールも別途設けられている。
月ごとの大会は「○○月の陣」と表現され、月間4回に分けて放送される。放送日である金曜日が5週ある月の場合は、5週目に4週目の再放送か特番が放送される場合や、途中週に特番が放送され最終週が5週目にずれ込む場合があるほか、2〜4回分が同日にまとめて放送される場合もある。

### 放送時間・放送局
制作局のBS日テレでは2020年4月から2023年9月まで翌土曜日の8:00-9:00に先月放送分の再放送を行っていた。2023年10月以降は2・4週目の本放送前に前週分の再放送を行っている。
また、日本テレビ傘下の定額制動画配信サービスであるHuluならびに見逃し無料配信動画サービスTVerでも配信されているほか、系列外でもCS放送のゴルフネットワーク（JCOM系列）やスカイA（朝日放送系列）にて放送されている。

## ルール
- 1番ホール開始前に出場者全員でジャンケンを行い、ジャンケンの成績順が各ホールでのショットの順番となる。
- 各ホール毎に最低スコアのプレイヤーが1人脱落（チャンピオン大会の１番ホールは下位３人が脱落）。最低スコアが並んだ場合は、サドンデスに突入する。ただし、最終ホールで同スコアの場合は、プレーオフ形式で優勝者を決定する。
- サドンデスはジャンケンで勝った者から順に打ち、1名の脱落者を決める。
  - アプローチショット対決およびロングパット対決は、番組が指定した位置から打ち、カップから一番遠いプレイヤーが脱落する。カップからの距離以外の要素（グリーンオンしているか等）は、勝敗に影響しない。
  - ショートパット対決は、カップインをしたかしないかのみが勝敗の要素となる。単独最下位が決まるまで繰り返す。
    - ロングパット対決およびショートパット対決は1順目に限り、前の人のパットでラインを読むことができないよう、自分の番が来るまで後ろ向きで待機しなければならない。
- バーディーは次ホールをスキップ、イーグルの場合2ホールスキップの権利を獲得する。
  - 次ホールでプレイヤーが一人になる場合、スキップ権は消失する。
  - ニアピン・ドラコン賞等獲得のために、スキップ権放棄を選択することができる。
- OBを連発するなどして脱落がほぼ確実と判断した場合は、プレイヤー自らギブアップを宣言することができる。この場合でも、他のプレイヤーは次ホールのスキップ権を懸けてプレーを続行する。

## 過去の放送（本放送開始後）
◎印は優勝者
- 2018年4月の陣（1stステージ；放送日：2018年4月6日、4月13日、4月20日、4月27日）
  - 開催コース：日南串間ゴルフコース
  - 出場選手：荒川侑奈、井上莉花、加賀其真美、◎兼岩美奈、川﨑志穂、西畑萌香、野口彩未、原英莉花、山内日菜子、脇元華
  - ご意見番：堀尾研仁、丸山智弘
- 2018年5月の陣（2ndステージ；放送日：2018年5月4日、5月11日、5月18日、5月25日）
  - 開催コース：大千葉カントリー倶楽部
  - 出場選手：新真菜弥、荒川侑奈、大西葵、坂之下侑子、高島早百合、◎野口彩未、森美穂、山下美樹、米澤有、脇元華
  - ご意見番：横田真一、渡辺司
- 2018年6月の陣（3rdステージ；放送日：2018年6月1日、6月8日、6月15日、6月22日、6月29日）
  - 開催コース：リバー富士カントリークラブ
  - 出場選手：大山亜由美、兼岩美奈、◎河本結、立浦葉由乃、セキユウティン、セキユウリ、西畑萌香、野田すみれ、乗富結、ミナミレボノウィッチ
  - ご意見番：青山薫、中山徹
- 2018年7月の陣（4thステージ；放送日：2018年7月61日、7月13日、7月20日、7月27日）
  - 開催コース：ロイヤルスターゴルフクラブ
  - 出場選手：植手桃子、押尾紗樹、◎川﨑志穂、倉田珠里亜、今綾奈、杉山美帆、瀬賀百花、林菜乃子、平井亜実、蛭田みな美
  - ご意見番：青山薫、鈴木亨
- 2018年8月の陣（5thステージ；放送日：2018年8月3日、8月10日、8月17日、8月24日、8月31日）
  - 開催コース：ホウライカントリー倶楽部
  - 出場選手：岡村優、佐藤耀穗、柴晴恵、柴田香奈、高久あずさ、照山亜寿美、中島世衣良、幡野夏生、原田玲奈、◎三宅百佳
  - ご意見番：青山薫、芹澤大介
- 2018年9月の陣（6thステージ；放送日：2018年9月7日、9月14日、9月21日、9月28日）
  - 開催コース：取手国際ゴルフ倶楽部
  - 出場選手：荒川侑奈、稲葉七海、井上沙紀、◎エイミー・コガ、識西諭里、髙橋紀乃、竹山佳林、東葵、安福千乃、米澤有
  - ご意見番：谷口拓也、細川和彦
- 2018年10月の陣（7thステージ；放送日：2018年10月5日、10月12日、10月19日、10月26日）
  - 開催コース：鹿野山ゴルフ倶楽部
  - 出場選手：新真菜弥、◎小澤美奈瀬、亀田愛里、甲田良美、佐久間夏美、竹内美来、辻岡愛理、野田すみれ、福山恵梨、藤井千夏
  - ご意見番：青山薫、桑原克典
- 2018年11月の陣（8thステージ；放送日：2018年11月2日、11月9日、11月16日、11月23日、11月30日）
  - 開催コース：南総カントリークラブ
  - 出場選手：石田可南子、◎石山千晶、井上希、井上莉花、渋野日向子、杉山美帆、田辺ひかり、丹萌乃、中谷安結、八上ひかる
  - ご意見番：宮瀬博文、渡辺司
- 2018年12月の陣（9thステージ；放送日：2018年12月7日、12月14日、12月21日、12月28日〈2時間SP〉）
  - 開催コース：烏山城カントリークラブ
  - 出場選手：安藤京佳、井上りこ、大城美南海、大西葵、梶山万里奈、笹原優美、◎篠崎愛、立浦琴奈、野口彩未、古川茉由夏
  - ご意見番：田島創志、松井功
- 2019年1月の陣（10thステージ；放送日：2019年1月4日、1月11日、1月18日、1月25日）
  - 開催コース：西那須野カントリー倶楽部
  - 出場選手：今井裕美、臼井麗香、五月女栞雛、高木優奈、高島早百合、西畑萌香、蛭田みな美、廣田真優、本間美慧、◎宮田成華
  - ご意見番：青山薫、秋葉真一
- 2019年2月の陣（11thステージ；放送日：2019年2月1日、2月8日、2月15日、2月22日）
  - 開催コース：大千葉カントリー倶楽部
  - 出場選手：植竹希望、岡村優、識西諭里、桑原萌、篠原まりあ、曽田千春、中井美有、仲宗根澄香、山内日菜子、◎吉川桃
  - ご意見番：芹澤信雄、高見和宏
- 2019年3月の陣（12thステージ；放送日：2019年3月1日、3月8日、3月15日、3月22日）
  - 開催コース：姉ヶ崎カントリー倶楽部
  - 出場選手：折茂ひまわり、◎キム・チャンミ、須江唯加、滝本二葉、丹萌乃、鶴岡果恋、西田茉楓、濱美咲、ハン・スンジ、山路晶
  - ご意見番：小達敏昭、安田春雄
- 2019年4月の陣（13thステージ；放送日：2019年4月5日、4月12日、4月19日、4月26日）
  - 開催コース：鹿野山ゴルフ倶楽部白鳥コース
  - 出場選手：江原詩織、木村紗奈、今綾奈、佐伯朱音、武内亜祐美、照山亜寿美、西智子、◎原田葵、森井あやめ、山下美樹
  - ご意見番：金谷多一郎、横山明仁
- 2019年5月の陣（14thステージ；放送日：2019年5月3日、5月10日、5月17日、5月24日、5月31日）
  - 開催コース：ゴールデンクロスカントリークラブ
  - 出場選手：荒川侑奈、◎飯田真梨、甲田良美、佐久間綾女、佐久間夏美、立浦琴奈、立浦葉由乃、中山綾香、幡野夏生、宮田志乃
  - ご意見番：井上透、横田真一
- 2019年6月の陣（15thステージ；放送日：2019年6月7日、6月14日、6月21日、6月28日）
  - 開催コース：山田ゴルフ倶楽部
  - 出場選手：池内絵梨藻、井上希、上野陽向、江澤亜季、江澤亜弥、加藤沙弥、◎宅島美香、林菜乃子、松下奈央、八上ひかる
  - ご意見番：関雅史、長谷川勝治
- 2019年7月の陣（16thステージ；放送日：2019年7月5日、7月12日、7月19日、7月26日）
  - 開催コース：山田ゴルフ倶楽部
  - 出場選手：井上りこ、植竹希望、金宮みかど、瀬賀百花、セキユウティン、◎高木優奈、寺西飛香留、鍋島海良、土方優花、藤井千夏
  - ご意見番：タケ小山、細川和彦
- 2019年8月の陣（17thステージ；放送日：2019年8月2日、8月9日、8月23日、8月30日）
  - 開催コース：藤枝ゴルフクラブ
  - 出場選手：天本遥香、四位美森、高野あかり、竹山佳林、田辺ひかり、西畑萌香、東葵、三宅百佳、宮崎千瑛、◎宮田成華
  - ご意見番：谷口拓也、宮瀬博文
- 2019年9月の陣（18thステージ；放送日：2019年9月6日20:00-22:00で2回放送、9月13日、9月27日）
  - 開催コース：千葉夷隅ゴルフクラブ
  - 出場選手：池内真梨藻、植田希実子、亀田愛里、岸部桃子、坂之下侑子、高島早百合、仲宗根澄香、望月綾乃、安福千乃、◎吉野茜
  - ご意見番：青山薫、田中泰二郎
- 2019年10月の陣（19thステージ；放送日：2019年10月4日、10月11日、10月18日、10月25日）
  - 開催コース：紫雲ゴルフ俱楽部
  - 出場選手：新武瑠衣、嘉数舞美、スタイヤーノ梨々菜、中井美有、西山沙也香、野田すみれ、原田玲奈、平塚新夢、◎森井あやめ、山里愛
  - ご意見番：田島創志、馬場ゆかり
- 2019年11月の陣（20thステージ；放送日：2019年11月1日、11月8日、11月15日、11月22日）
  - 開催コース：朝霧カントリークラブ
  - 出場選手：井上莉花、石山千晶、江原詩織、長田若菜、◎篠崎愛、中尾紫乃、西智子、橋添香、山下美樹、吉本七海
  - ご意見番：浜野治光、福沢孝秋
- 2019年12月の陣（21stステージ；放送日：2019年12月6日、12月13日、12月20日、12月27日）
  - 開催コース：メイプルポイントゴルフクラブ
  - 出場選手：有本花怜、植手桃子、江口紗代、今綾奈、佐久間綾女、鈴木絢賀、◎築山栗子、野口彩未、幡野夏生、原田桂
  - ご意見番：青山薫、冨永浩
- 2020年1月の陣（22ndステージ；放送日：2020年1月10日、1月17日、1月24日、1月31日）
  - 開催コース：万木城カントリークラブ
  - 出場選手：江澤亜弥、加賀其真美、兼岩美奈、甲田良美、五月女栞雛、種子田香夏、濱野朋香、村田理沙、山内日菜子、◎吉川桃
  - ご意見番：金子柱憲、佐藤剛平
- 2020年2月の陣（23rdステージ；放送日：2020年2月7日、2月14日、2月21日、2月28日）
  - 開催コース：ロイヤルスターゴルフクラブ
  - 出場選手：植竹希望、齋藤妙、セキユウティン、セキユウリ、◎竹山佳林、立浦葉由乃、田邉美莉、橋添穂、蛭田みな美、松崎麻矢
  - ご意見番：高橋竜彦、渡辺司
- 2020年3月の陣（24thステージ；放送日：2020年3月6日、3月13日、3月20日、3月27日）
  - 開催コース：木更津ゴルフクラブ
  - 出場選手：逢澤菜央、新武恵利、新武真利、◎小楠梨紗、小澤美奈瀬、小野星奈、川合杏奈、杉原彩花、中西絵里奈、西畑萌香
  - ご意見番：久保勝美、宮瀬博文
- 2020年4月の陣（25thステージ；放送日：2020年4月3日、4月10日、4月17日、4月24日）
  - 開催コース：平成倶楽部
  - 出場選手：井上りこ、大津くるみ、小貫麗、木下彩、常文恵、鈴木愛沙美、高橋清、◎西木裕紀子、松原果音、山口史恩
  - ご意見番：崎山武志、服部道子
- 2020年5月の陣（26thステージ；放送日：2020年5月8日、5月15日、5月22日、5月29日）
  - 開催コース：鹿野山ゴルフ倶楽部
  - 出場選手：鎌田ハニー、菊地志織、菊地りお、後藤未有、小宮満莉花、柴田香奈、竹内美来、丹萌乃、乗富結、◎山田彩歩
  - ご意見番：大江香織、日下部光隆
- 2020年6月の陣（27thステージ；放送日：2020年6月5日、6月12日、6月19日、6月26日）
  - 開催コース：中伊豆グリーンクラブ
  - 出場選手：赤羽蒔菜、泉田琴菜、江原詩織、木村怜衣、小滝水音、澤井瞳、柴晴恵、◎立浦琴奈、西山沙也香、堀井美沙子
  - ご意見番：タケ小山、塚田好宣
- 2020年7月の陣（28thステージ；放送日：2020年7月10日、7月17日、7月24日、7月31日）
  - 開催コース：浅見ゴルフ倶楽部
  - 出場選手：石山千晶、識西輸里、久保啓子、久保宣子、小林瑞季、今綾奈、四村彩也香、◎宅島美香、谷本純菜、三浦桃香
  - ご意見番：青山薫、細川和彦
- 2020年8月の陣（29thステージ；放送日：2020年8月7日、8月14日、8月21日、8月28日）
  - 開催コース：富士カントリークラブ
  - 出場選手：新真菜弥、石井理緒、後中美璃、榎原右佳、北村響、◎笹原優美、スタイヤーノ梨々菜、中山三奈、成澤祐美、吉川くるみ
  - ご意見番：芹澤信雄、馬場ゆかり
- 2020年9月の陣（30thステージ；放送日：2020年9月4日、9月11日、9月18日、9月25日）
  - 開催コース：静ヒルズカントリークラブ
  - 出場選手：岩﨑美波、大橋ありさ、金宮みかど、◎須江唯加、高野あかり、辻岡愛理、西智子、平塚新夢、保坂真由、横山倫子
  - ご意見番：小山内護、桑原将一
- 2020年10月の陣（31stステージ；放送日：2020年10月9日、10月16日、10月23日、10月30日）
  - 開催コース：大千葉カントリー倶楽部
  - 出場選手：◎植竹希望、木村朱夢、齊藤妙、新宮帆乃美、鈴木愛佳子、瀬賀百花、セキユウティン、鍋島海良、蛭田みな美、山内日菜子
  - ご意見番：青山薫、田島創志
- 2020年11月の陣（32ndステージ；放送日：2020年11月6日、11月13日、11月20日、11月27日）
  - 開催コース：中山カントリークラブ
  - 出場選手：安藤京佳、小楠梨紗、長田若菜、倉田珠里亜、高島早百合、田邉美莉、本多弥麗、◎森美穂、大和笑莉奈、吉野茜
  - ご意見番：加瀬秀樹、横田真一
- 2020年12月の陣（33rdステージ；放送日：2020年12月4日、12月11日、12月18日、12月25日）
  - 開催コース：ブリストルヒルゴルフクラブ
  - 出場選手：荒川侑奈、新武瑠衣、岸部桃子、黒川莉奈子、澤田知佳、五月女栞雛、竹山佳林、◎照山亜寿美、夫馬菜月、吉音羽
  - ご意見番：井上信、水巻善典
- 2021年1月の陣（34thステージ；放送日：2021年1月8日、1月15日、1月22日、1月29日）
  - 開催コース：南茂原カントリークラブ
  - 出場選手：飯田真梨、石川茉友夏、植田希実子、小野星奈、兼岩美奈、吉津谷彩香、髙久ゆうな、◎立浦葉由乃、平井亜実、古屋京子
  - ご意見番：谷口拓也、茂木宏美
- 2021年2月の陣（35thステージ；放送日：2021年2月5日、2月12日、2月19日、2月26日）
  - 開催コース：藤枝ゴルフクラブ
  - 出場選手：阿部萌、石田可南子、◎大城美南海、佐久間綾女、竹内美来、西山沙也香、森井あやめ、柳澤美冴、山口史恩、雪野若葉
  - ご意見番：今野康晴、米山みどり
- 2021年3月の陣（36thステージ；放送日：2021年3月5日、3月12日、3月19日、3月26日）
  - 開催コース：マグレガーカントリークラブ
  - 出場選手：逢澤菜央、河野杏奈、小滝水音、◎小竹莉乃、小竹瑠奈、澁谷美和、飛田愛理、中川梨華、松原果音、三浦真由
  - ご意見番：青山薫、今井克宗
- 2021年4月の陣（37thステージ；放送日：2021年4月9日、4月16日、4月23日、4月30日）
  - 開催コース：千葉セントラルゴルフクラブ
  - 出場選手：石山千晶、鈴木絢賀、園田あみ、髙橋恵、谷本純菜、西畑萌香、◎乗富結、橋本遥、細沼菜津美、森岡紋加
  - ご意見番：大江香織、宮瀬博文
- 2021年5月の陣（38thステージ；放送日：2021年5月7日、5月14日、5月21日、5月28日）
  - 開催コース：君津香木原カントリークラブ
  - 出場選手：◎江原詩織、長田若菜、辛島寧那、河村来未、北村響、柴田香奈、関野愛美、長南ひかる、中野なゆ、槇谷香
  - ご意見番：塚田好宣、牧野裕
- 2021年6月の陣（39thステージ；放送日：2021年6月4日、6月11日、6月18日、6月25日）
  - 開催コース：ゴールデンクロスカントリークラブ
  - 出場選手：◎井上りこ、今井鮎美、加藤優花、鎌田ハニー、小林瑞季、澤井瞳、杉原彩花、田島凛、中村絵里香、脇元桜
  - ご意見番：小達敏昭、横田真一
- 2021年7月の陣（40thステージ；放送日：2021年7月2日、7月9日、7月16日、7月23日）
  - 開催コース：ホウライカントリー倶楽部
  - 出場選手：安藤京佳、井上希、岩﨑美波、大津くるみ、大西菜生、小貫麗、柳下春歌、矢口愛理、山村彩恵、◎山本彩乃
  - ご意見番：青山薫、一ノ瀬優希
- 2021年8月の陣（41stステージ；放送日：2021年8月6日、8月13日、8月20日、8月27日）
  - 開催コース：サザンヤードカントリークラブ
  - 出場選手：今綾奈、佐々木慶子、佐藤靖子、鈴木千晴、常文恵、中西絵里奈、波田はるか、藤田葵、◎皆吉愛寿香、山内日菜子
  - ご意見番：谷口拓也、茂木宏美
- 2021年9月の陣（42ndステージ；放送日：2021年9月3日、9月10日、9月17日、9月24日）
  - 開催コース：中伊豆グリーンクラブ
  - 出場選手：鵜飼桃、酒井里奈、四村彩也香、田邉美莉、中山三奈、西智子、◎播磨知優、本多弥麗、山本ひより、吉音羽
  - ご意見番：日下部光隆、馬場ゆかり
- 2021年10月の陣（43rdステージ；2021年10月8日、10月15日、10月22日、10月29日）
  - 開催コース：船橋カントリークラブ
  - 出場選手：浅見優華、阿部未悠、伊豆里緒菜、伊波杏莉、植竹希望、後中美璃、川﨑志穂、高野あかり、◎廣田真優、山口詩菜
  - ご意見番：原江里菜、増田伸洋
- 2021年11月の陣（44thステージ；2021年11月5日、11月12日、11月19日、11月26日）
  - 開催コース：紫雲ゴルフ俱楽部
  - 出場選手：泉田琴菜、木村怜衣、佐久間綾女、佐久間夏美、瀬賀百花、竹本梨奈、立浦葉由乃、西山奏、幡野夏生、◎松島華暖
  - ご意見番：金子柱憲、吉田弓美子
- 2021年12月の陣（45thステージ；2021年12月3日、12月10日、12月17日、12月24日）
  - 開催コース：井原ゴルフ倶楽部
  - 出場選手：梶山万里奈、桑木志帆、坂口悠菜、坂之下侑子、須江唯加、手束雅、成澤祐美、東風花、薮田梨花、◎吉田藍子
  - ご意見番：青山薫、藤井かすみ
- 2022年1月の陣（46thステージ；2022年1月7日、1月14日、1月21日、1月28日）
  - 開催コース：藤枝ゴルフクラブ
  - 出場選手：安藤響木、石川茉友夏、久保啓子、久保宣子、澁澤莉絵留、田上妃奈子、筒井美羽、◎西山ゆかり、樋口莉沙、米澤綾梨
  - ご意見番：天沼知恵子、芹澤信雄
- 2022年2月の陣（47thステージ；2022年2月4日、2月11日、2月18日、2月25日）
  - 開催コース：浅見ゴルフ倶楽部
  - 出場選手：阿部実里、伊藤真利奈、◎植手桃子、岸部桃子、木村円、高山佳小里、橋添穂、濱野希、平塚新夢、松本珠利
  - ご意見番：久保谷健一、水巻善典
- 2022年3月の陣（48thステージ；2022年3月4日、3月11日、3月18日、3月25日）
  - 開催コース：鶴カントリー倶楽部
  - 出場選手：◎逢澤菜央、赤羽蒔菜、浅野愛莉、エイミー・コガ、片山穂夏、金宮みかど、後藤ひなの、佐伯朱音、佐久間朱莉、花渕里帆
  - ご意見番：田島創志、森田理香子
- 2022年4月の陣（49thステージ；2022年4月8日、4月15日、4月22日、4月29日）
  - 開催コース：南総カントリークラブ
  - 出場選手：◎青山加織、小楠梨紗、北村優奈、小林夢果、佐々木理乃、鈴木海咲、園田あみ、中島萌絵、藤田かれん、本明夏
  - ご意見番：今野康晴、篠崎紀夫
- 2022年5月の陣（50thステージ；2022年5月6日、5月13日、5月20日、5月27日）
  - 開催コース：取手国際ゴルフ倶楽部
  - 出場選手：◎尾﨑小梅、笠井紗夏、菊地明砂美、権藤可恋、齊藤妙、土肥功留美、中谷鈴音、新田紗弓、山口すず夏、和久井麻由
  - ご意見番：高橋竜彦、渡辺司
- 2022年6月の陣（51stステージ；2022年6月3日、6月10日、6月17日、6月24日）
  - 開催コース：城里ゴルフ倶楽部
  - 出場選手：◎大須賀望、川合杏奈、木村美月、桑山紗月、篠崎 愛、櫻井心那、中川成美、中野恵里花、藤川玲奈、村上瑞希
  - ご意見番：青山薫、服部道子

## 特番
本放送以前及び月の5週目などに特番が放送された。なおチャンピオン大会の優勝賞金は200万円に増額された。なお、以下の項目で◎印は優勝した選手。
- 『ゴルフサバイバル』（放送日：2017年7月1日）

開催コース：インターナショナルゴルフリゾート京セラ（鹿児島県）
出場選手：町田涼紗、小野祐夢、熊谷かほ、井上莉花、江澤亜弥、脇元華（D）、吉野茜（N）、越雲みなみ
- 『ゴルフサバイバル2』（放送日：2017年11月18日）

開催コース：
出場選手：
- 『ゴルフサバイバル3』（放送日：2018年3月18日）

開催コース：
出場選手：
- 『ゴルフサバイバル Season1 チャンピオン大会』（放送日：2019年3月29日19:00 - 22:00）

開催コース：エナジック瀬嵩カントリークラブ
出場選手：野口彩未、川﨑志穂、三宅百佳、エイミー・コガ、小澤美奈瀬、石山千晶、宮田成華、吉川桃、◎キム・チャンミ
ご意見番：青山薫、秋葉真一
- 『ゴルフサバイバル 緊急特番 サバイバーたちのその後&未公開映像!』（放送日：2019年8月16日）
- 『賞金1000万円争奪 ゴルフサバイバル トッププロ大集結SP』（放送日：2020年1月4日 21:00 - 24:00）

開催コース：宮崎国際ゴルフ倶楽部
出場選手：新垣比菜、有村智恵、エイミー・コガ、柏原明日架、勝みなみ、◎菊地絵理香、成田美寿々、三ヶ島かな、葭葉ルミ、吉本ひかる
- 『100万円も笑いも懸けて ゴルフ芸人サバイバル』（放送日：2020年3月22日 20:00 - 22:54）[6]

開催コース：大千葉カントリー倶楽部
出場選手：蛍原徹（雨上がり決死隊）、原西孝幸（FUJIWARA）、◎ゴルゴ松本（TIM）、ゆうぞう（インスタントジョンソン）、サブロクそうすけ、梶原雄太（キングコング）、大西ライオン、東ブクロ（さらば青春の光）
ご意見番：青山薫、篠崎愛
- 『ゴルフサバイバル Season2 チャンピオン大会』（放送日：2020年3月29日 20:00 - 22:54）

開催コース：オーシャンリンクス宮古島
出場選手：原田葵、飯田真梨、宅島美香、髙木優奈、宮田成華、吉野茜、森井あやめ、◎篠崎愛、築山栗子、吉川桃、竹山佳林、小楠梨紗
ご意見番：江連忠、桑原克典
- 『賞金700万円争奪 ゴルフサバイバル トッププロ大集結SP』（放送日：2021年1月1日 20:00 - 22:54（2021年7月30日 19:00 - 21:54にも再放送））

開催コース：宮崎国際ゴルフ倶楽部
出場選手：稲見萌寧、柏原明日架、菊池絵理香、篠崎愛、永井花奈、永峰咲希、西村優菜、三ヶ島かな、◎葭葉ルミ、渡邉彩香
ご意見番：諸見里しのぶ、矢野東
- 『ゴルフサバイバル Season3 チャンピオン大会』（放送日：2021年3月28日 20:00 - 22:54）

開催コース：キャメルゴルフ&ホテルリゾート
出場選手：西木裕紀子、山田彩歩、立浦琴奈、◎宅島美香、笹原優美、須江唯加、植竹希望、森美穂、照山亜寿美、立浦葉由乃、大城美南海、小竹莉乃
ご意見番：北田瑠衣、細川和彦
- 『ゴルフサバイバル外伝』（放送日：2021年4月2日）

ゴルフサバイバルから誕生したスターたちの秘蔵映像（原英莉花、渋野日向子、セキユウティンなど）を放送。
- 『ゴルフサバイバル男祭』 賞金45億円稼いだ男子トッププロの戦い!』（放送日：2021年5月29日 19:00 - 22:00）

開催コース：南総カントリークラブ
出場選手：浅地洋佑、◎小鯛竜也、重永亜斗夢、中西直人、藤田寛之、堀川未来夢、宮本勝昌、武藤俊憲、矢野東
ご意見番：佐藤信人、田中秀道
- 『賞金500万円争奪 ゴルフサバイバル トッププロ大集結SP』（放送日：2022年1月9日 19:00 - 21:54（2022年4月1日・7月29日 19:00 - 21:54にも再放送））

開催コース：宮崎国際ゴルフ倶楽部
出場選手：森田遥、菊池絵理香、大里桃子、テレサ・ルー、若林舞衣子、田辺ひかり、堀琴音、金澤志奈、三ヶ島かな、◎吉田優利
ご意見番：東聡、佐伯三貴
- 『ゴルフサバイバル Season4 チャンピオン大会』（放送日：2022年3月27日 19:00 - 22:00）

開催コース：オーシャンリンクス宮古島
出場選手：乗富結、江原詩織、井上りこ、山本彩乃、◎皆吉愛寿香、播磨知優、廣田真優、松島華暖、吉田藍子、西山ゆかり、植手桃子、逢澤菜央
ご意見番：江連忠、細川和彦
- 『賞金500万円争奪 ゴルフサバイバル トッププロ大集結SP 2023』（放送日：2023年1月5日 19:00 - 21:54（2024年11月29日にも再放送））

開催コース：宮崎国際ゴルフ倶楽部
出場選手：岩井明愛、◎岩井千怜、植竹希望、川﨑春花、菊池絵理香、菅沼菜々、永井花奈、福田真未、三ヶ島かな、森田遥
ご意見番：青山薫、塩谷育代
- 『賞金500万円争奪 ゴルフサバイバル トッププロ大集結SP 2024』（放送日：2024年1月4日 18:58 - 21:52）

開催コース：宮崎国際ゴルフ倶楽部
出場選手：青木瀬令奈、菊池絵理香、◎桑木志帆、佐久間朱莉、佐藤心結、鈴木愛、永井花奈、蛭田みな美、リ・ハナ、山内日菜子
ご意見番：横田真一、平瀬真由美
- 『賞金500万円争奪 ゴルフサバイバル トッププロ大集結SP 2025』（放送日：2025年1月4日 19:00 - 21:54）

開催コース：宮崎国際ゴルフ倶楽部
出場選手：阿部未悠、大里桃子、尾関彩美悠、◎川﨑春花、桑木志帆、佐久間朱莉、佐藤心結、森田遥、山内日菜子、脇元華
ご意見番：平瀬真由美、藤井かすみ

## テーマ曲
- 2018年度 LiSA『NIPPON』（トリビュートアルバム『アダムとイヴの林檎』収録）
- 2019年度 - 2022年度　NakamuraEmi『かかってこいよ』
- 2023年度 - 2024年10月　超ときめき♡宣伝部『トゥモロー最強説!!』
- 2024年11月 - 2025年3月 東京事変『新しい文明開化』（アルバム『大発見』収録）

## 類似番組
- ゴルフサバイバル男

2023年10月8日から放送開始された男子版。
- ゴルフ侍、見参!

BSテレ東で放送されているゴルフ番組。男子シニアプロゴルファーとアマチュアゴルファーがマッチプレー形式で戦う。
当番組と同じくサジットメディアが制作している。

## コラボCM
過去出場した選手と提供企業によるコラボCMも作成され、番組内で放映されている
- 『ゴルフサバイバル×SUBARU』 出演選手：荒川侑奈、佐久間夏美、杉山美帆
- 『ゴルフサバイバル×The PREMIUM MALT'S〈香る〉エール』 出演選手：小沢美奈瀬、藤井千夏
- 『ゴルフサバイバル×SUBARU』 出演選手：荒川侑奈、鶴岡果恋
- 『ゴルフサバイバル×SB C&S』 出演選手：江原詩織、篠崎愛
- 『ゴルフサバイバル×SUBARU』 出演選手：上野陽向、加藤沙弥
- 『ゴルフサバイバル×SUBARU』 出演選手：飯田真梨、築山栗子
- 『ゴルフサバイバル×SUBARU』 出演選手：兼岩美奈、高島早百合
- 『ゴルフサバイバル×SUBARU』 出演選手：川﨑志穂、高野あかり
- 『ゴルフサバイバル×リポビタン for sports』 出演選手：エイミー・コガ、脇元華
- 『ゴルフサバイバル×SUBARU LEGACY OUTBACK』 出演選手：飯田真梨
- 『ゴルフサバイバル×SUBARU(レイバック編①)』 出演選手：江口紗代
- 『ゴルフサバイバル×DoCLASSE』 出演選手：川﨑志穂、鵜瀬璃久
- 『ゴルフサバイバル×SUBARU(レイバック編②)』 出演選手：飯田真梨